# 327-es busz
A 327-es jelzésű autóbusz Dunakeszi egyik helyi járata volt, az Auchan áruházat kötötte össze a többi városrésszel. Körjáratként közlekedett, útvonalának bejárása alatt érintette Alsótabánt, a Gyártelepet, a Barátság utcai lakótelepet és Felsőtabánt is. Csak munkanapokon közlekedett összesen öt indulással, a 370-es busz helyett 8 és 15 óra között. A járatot a Volánbusz üzemeltette.

## Megállóhelyei
| 0  | Dunakeszi, Auchan áruház végállomás | 42 | 104, 126 305, 306, 373                           |
| 6  | Dunakeszi, Táncsics utca (vasbolt)  | 36 | 308, 309, 310, 311, 325, 370, 372, 373           |
| 7  | Dunakeszi, Szent István utca (SZTK) | 35 | 325, 370                                         |
| 9  | Dunakeszi, Barátság utca 9.         | 33 | 301, 302, 303, 305, 306, 325, 370                |
| 10 | Dunakeszi, Barátság utca 39.        | 32 | 301, 302, 303, 305, 306, 325, 370                |
| 11 | Dunakeszi, Nap utca                 | 31 | 370                                              |
| 12 | Dunakeszi, Béke utca                | 30 | 323, 370, 372 Budapest–Szob                      |
| 14 | Dunakeszi, Zápolya utca 26.         | 28 | 323, 370, 372                                    |
| 15 | Dunakeszi, 4. számú óvoda           | 27 | 309, 311, 323, 370, 372                          |
| 16 | Dunakeszi, Széchenyi utca 2.        | 26 | 309, 311, 323, 370, 372                          |
| 17 | Dunakeszi, Szilágyi utca            | 25 | 309, 311, 323, 370, 372                          |
| 19 | Dunakeszi, Bocskai utca             | 23 | 309, 311, 323, 370, 372                          |
| 20 | Dunakeszi, Báthory István utca      | 22 | 309, 311, 323, 370, 372                          |
| 21 | Dunakeszi, Szent Imre tér           | 21 | 308, 309, 310, 311, 323, 370, 372                |
| 23 | Dunakeszi, Fóti út 56.              | 19 | 321, 325, 370, 371, 372                          |
| 24 | Dunakeszi, Szociális Foglalkoztató  | 18 | 321, 325, 370, 371, 372                          |
| 26 | Dunakeszi, alagi temető             | 16 | 321, 325, 370, 371, 372                          |
| 28 | Dunakeszi, Szociális Foglalkoztató  | 14 | 321, 325, 370, 371, 372                          |
| 29 | Dunakeszi, Fóti út 56.              | 13 | 321, 325, 370, 371, 372                          |
| 30 | Dunakeszi, Fóti út 30.              | 12 | 321, 325, 370, 371, 372                          |
| 31 | Dunakeszi, Fóti út 2.               | 11 | 308, 309, 310, 311, 321, 325, 370, 371, 372, 373 |
| 32 | Dunakeszi, Verseny utca             | 10 | 325, 370, 371, 372, 373                          |
| 33 | Dunakeszi, vasútállomás             | 9  | 325, 370, 371, 372, 373 Budapest–Szob            |
| 34 | Dunakeszi, Verseny utca             | 8  | 325, 370, 371, 372, 373                          |
| 36 | Dunakeszi, Okmányiroda (vasbolt)    | 6  | 308, 309, 310, 311, 325, 370, 372, 373           |
| 42 | Dunakeszi, Auchan áruház végállomás | 0  | 104, 126 305, 306, 373                           |